# Дебора (співачка)
Дебора Іванова (болг. Дебора Иванова), більш відома як Дебора (болг. Дебора; нар.. 25 грудня 1990, Видин, Болгарія) — болгарська поп-фолк співачка і фотомодель.

## Біографія
Дебора народилася 1990 року в місті Видин, співати почала з трьох років. Крім співу вона займалася модельним бізнесом, спочатку вона перемогла у міському конкурсі краси «Міс Видин», потім «Міс північно-західна Болгарія» і «Топ-модель на думку агентства FH1». Брала участь у конкурсі краси Міс Болгарія 2009, після якого вона відмовилася від кар'єри моделі.
У тому ж 2009 році вона дебютировалась як співачка випустивши пісню «Всичко або нищо» (Все або нічого) в дуеті з іншого дебютанткою Кристіаною, також в тому ж тандемі випустилася пісня «Мечтай си, бейби».
У 2010 році вийшов її перший сольний сингл «Любовні белези», в кліпі якого стала алюзія на Адама і Єву.
У 2013 році вийшла пісня «Не приемам», який представлений в певній стилістиці стріт фолк.
У 2014 році була випущена пісня на еротичну тематику «Неморално». У тому ж році в новорічній програмі на ФЕН ТБ була презентована пісня «Съжалявам», яка присвятила покійному батькові. Її ніколи не крутили на радіостанціях і не було випущено в студійній версії.
У 2016 році Дебора розірвала контракт з продюсерами компанії «Ара Мюзік» і покинула компанію і стала частиною «Хіт Імкс Мюзік», першою піснею, якого стала «Lacoste», присвячена гламуру і розкоші. Наприкінці року був презентований сингл «Аз съм огън, бейбі» (Я вогонь, дитинко) за участю Тоні Стораро. Через рік вийшов новий сингл «Силна» (Сильна), в якому описувалася проблема домашнього насильства над жінками.
У цьому ж році Дебора брала участь у програмі "«Big Brother All Stars», але до цього Дебора не брала участь у передачі «Big Brother VIP». Однак через тиждень вона покинула проект раптово через алкогольну залежність, за якою її коханець бив і її відправили в психіатричну лікарню, саме з цієї причини якого стали виходити рідко її пісні.

## Особисте життя
У 2019 році Дебора народила сина Самуїла Від німецького бізнесмена з болгарськими корінням.

## Дискографія

### Сингли
1. Всичко или нищо (дует із Кристіаною) (2009)
2. Мечтай си, бейби (дует із Кристіаною) (2010)
3. Буба лази (тріо з Кристіаною та Крумом) (2010)
4. Любовни белези (2010)
5. Сексапилно (2011)
6. Танци-манци (тріо з Кристіаною та Крумом) (2011)
7. Чупка, моля (2011)
8. Код червено (2012)
9. По същество (2012)
10. Не приемам (2013)
11. На пръсти (2013)
12. Да покажем на мъжете (дует з Івеною) (2014)
13. Неморално (2014)
14. Твоя (2014)
15. Съжалявам (2014)
16. Мерцедес (дует з Герганою Дімовою) (2015)
17. Lacoste (2016)
18. Аз съм огън, бейби (2016)
19. Силна (2017)
20. Луд си по мен (2018)